# Pointe de Nénézic
La pointe de Nénézic est située sur la commune de l'Île-d'Arz (Morbihan).

## Étymologie
La pointe de Nénézic est parfois notée Ménézic ; sur les cartes de l'IGN l’appellation Nénézic est retenue.

## Géographie
La pointe de Nénézic est située au nord-est de l'île d'Arz, à 1 100 mètres au nord de la pointe de Bilhervé.

## Description du site
La pointe de Nénézic  est un lieu d’activités ostréicoles. Elle fait face à l'île Boëd à 1600 mètres au nord et l'île de Lerne à 800 mètres à l'est.

### Flore
Les salicornes annuelles Salicornia dolychostachia et Salicornia fragilis ont été observées sur la pointe de Nénézic.

### Liens Internes
- Île-d'Arz
- Pointe du Béluré
- Pointe de Berno
- Pointe de Bilhervé
- Pointe de Liouse
- Pointe de Brouel (Île-d'Arz)
- Liste des pointes du golfe du Morbihan